# 共同訳聖書
共同訳聖書（きょうどうやくせいしょ）は、エキュメニズムの流れを受けで世界各国でカトリック教会とプロテスタント諸派の共同作業により各国語に翻訳された聖書のことである。第2バチカン公会議以降、各国で取り組まれている。

## TOB:フランスの共同訳聖書
フランスの共同訳聖書（TOB: Traduction œcuménique de la Bible）は1975-1976年に出版されたカトリックとプロテスタントによる共同事業による聖書翻訳である。この翻訳事業はエルサレム聖書（フランス聖書考古学研究所参照）の改訂を決めていたドミニコ会神父たちと共同作業を申し出たプロテスタントの専門家たちが集まり、第2バチカン公会議に先立って作業が開始されている。そのためにその後の各国で行われた共同訳事業の手本ともなった。
正教会も参加したが、彼らの中でフランス語の聖書注釈者が少なかったこと、底本にしたのが七十人訳のギリシャ語テキストではなくてヘブライ語テキストであったこと、新約聖書に関するいくつかの訳文の選択と注釈に相違があったことから影響力は弱かったとされている。
TOBはÉditions du Cerf社と聖書協会から出版されているが、この聖書に備えられた注や異文の考証資料と翻訳の水準は聖書注釈家達に大変有用なものである。2004年にはモーセ五書の翻訳と解説が見直され最新の歴史学的考証によって改訂されている。
参照項目：フランス語訳聖書

## 日本の共同訳聖書
日本で「共同訳聖書」と呼ぶときは、通常は1978年に日本聖書協会から発行された『新約聖書　共同訳』を指す。後になって出版された新共同訳聖書と区別するために「（旧）共同訳聖書」と呼ばれることもある。1969年にカトリックとプロテスタントの双方が参加した会合が行われ、1972年から翻訳作業が開始され、1975年に『ルカスによる福音』が分冊として刊行、1978年に新約聖書全体が出版された。

### 批判
固有名詞の原音表記とユージン・ナイダによって提唱されていた動的等価理論に基づく翻訳であったが、両方とも不評であった。前者についていえば、従来カトリックで「イエズス」、プロテスタントで「イエス」と表記されていたものを原音に忠実だとして「イエスス」と表記し、カトリックでもプロテスタントでも未見だった「ルカス」が使われるなどである。こうしたことから礼拝に使いづらいなどと批判された。
このため、共同訳聖書は旧約の完成を待たずして大幅に方針を改め、再翻訳が行われることになった。作り直された翻訳が新共同訳聖書である。新共同訳聖書では広く親しまれた慣用表記について原音表記を行わず、ナイダの動的等価理論にもこだわらないこととなっている。

### 現在の共同訳聖書
共同訳聖書は、日本聖書協会から刊行されたほか、カトリックによる注釈付きのものが講談社学術文庫から刊行された。日本聖書協会から刊行されたものは新共同訳聖書の刊行に伴い絶版となったが、講談社学術文庫のものはその後も刊行され続けている。

### 実行委員会

#### 旧実行委員
- 相馬信夫
- 前田護郎
- 後藤真
- 東ヶ崎潔

#### 新実行委員
- 岸千年
- 高橋虔
- 小出忍
- 竹森満佐一
- 山田襄
- 寺西英夫
- 平田三郎
- B・シュナイダー
- P・ネメシェギ（ハンガリー語版）
- Z・イエール